# Smalbladig frangipani
Smalbladig frangipani (Plumeria alba) är en art i familjen oleanderväxter. Arten förekommer i Västindien från Puerto Rico och Jungfruöarna, söderut till Nederländska Antillerna.
Smalbladig frangipani är ett städsegrönt eller lövfällande träd med mjölksaft, arten kan bli 6 m hög. Stammarna är tjock och suckulenta. Bladen sitter samlade i grenspetsarna och är smalt lansettlika, till 30 cm långa och 0,5-1,5 cm breda. De har ofta bucklig yta. Blommorna sitter i knippen och kronana blir upp till 6 cm i diameter, de är doftande, vita med gult svalg och har en 2-2.5 cm lång blompip.
Arten liknar frangipani (P. rubra), men den arten har mycket bredare blad (5-10 cm). De flesta plantor i odling under namnet P. alba är vitblommande exemplar av frangipani (P. rubra).

## Synonymer
- Plumeria alba var. jacquiniana A.DC.
- Plumeria hypoleuca Gasp.
- Plumeria hypoleuca var. angustifolia Gasp.